# 黃麻角炮台
黃麻角炮台（英語：Bluff Head Battery），位於香港島赤柱炮台附近，建於1940年代初，是駐港英軍因應日軍很可能入侵香港而設立的三個臨時炮台之一，該炮台裝備兩門6吋海防炮。興建炮台期間，因為炮台原址及附近一帶有村民居住，政府在赤柱興建了八間平房來安置居民，即現在的「八間屋」。
香港保衛戰在1941年12月8日爆發時，炮台由香港義勇軍第二炮兵營駐防。12月23日，日軍第229聯隊第3大隊經淺水灣道及赫蘭道進攻赤柱半島期間受到該炮台的火力牽制。日軍要到12月26日才能夠把炮台佔領。戰後，炮台被劃入赤柱炮台禁區範圍，兩門海防炮已經移除，現在炮台仍然被廢置。